# Ibrahim Inal
Ibrahim Inal (o Yenāl, + 1059) fou un cap seljúcida. Sembla que Inal (o Yinal/Yenal) era un títol turc testimoniat antigament a l'Àsia central al segle x. És assenyalat com a germanastre uterí de Toghrul Beg i Čaghri Beg (en algunes referències com a cosí), i el seu pare hauria estat un cap de la família seljúcida.
Va dirigir una banda de turcmans anomenats els yenalites per l'historiador Bayhaki, que va actauar separadament de Toghrul Beg i Čaghri Beg i de Musa Yaghbu, i fou expulsat de Coràsmia al començament de la dècada dels anys trenta (1030). Va participar en les depredacions a Khurasan on vers 1039 va ocupar Merv. Ibrahim es va mostrar després descontent de la seva posició subordinada al sultanat seljúcida.
El 1041/1042 els yenalites van ocupar Rayy i després van operar al Djibal. El 1045/1046 Toghrul va enviar a Ibrahim Inal contra Hamadan. La ciutat fou conquerida (i al cap de dos anys fou conquerida Kangavar). Vers el 1046 Ibrahim va nomenar governador de Kermansah i Daynawar a Badr ibn Tahir ibn Hilal dels kurds hasanwàyhides, intervenint en les lluites dels annàzides. La família hasanwàyhida conservava únicament la seva fortalesa principal, Sarmadj, però el darrer emir va morir el 1047 i la fortalesa va passar a Ibrahim Inal.
El 1050 Toghrul Beg va conquerir Esfahan als kakúyides i Ibrahim Inal va rebre Yedz i Abarkuh com a feus personals. Ibrahim però no va quedar satisfet i de fet aspirava al sultanat en perjudici del seu germà uterí. El 1054 Ibrahim Inal, cada cop més enfrontat amb Toghrul Beg, va fer una incursió a Kars que va ocupar i va matar milers, però no va poder prendre la ciutadella, i com que son germà uterí o cosí s'acostava va evacuar la ciutat que de totes maneres va quedar arruïnada. El 1057 Ibrahim es va posar en contacte amb al-Basasiri i al-Muayyad fi l-Din al-Shirazi, plenipotenciari fatimita a la regió de l'Eufrates que es trobava a Alep, per obtenir suport fatimita per enderrocar a Toghrul, a canvi de fer la khutba en nom del califa fatimita. Al-Basasiri va haver de fugir de Rahba cap a Damasc i fou en aquell moment en què Ibrahim Inal es va declarar obertament en rebel·lió contra el seu germà, junt amb dos nebots fills del seu germà Irtash, i va marxar cap al Jibal. El 5 de novembre de 1058 Toghurl (o Tughril) Beg va abandonar Nísibis que havia ocupat i va perseguir al seu germà. La revolta fou reprimida i Ibrahim Inal va ser capturat durant la lluita i estrangulat allí mateix (juliol del 1059).
Minorsky ha emès la hipòtesi que els Inàlides d'Amida (1096-1183) foren descendents d'Ibrahim Inal.

## Nota
1. ↑  els yenalites no eren una tribu, sinó una banda, derivant el seu nom de Yenal, el títol oghuz del cap
2. ↑  de vegades apareix com a cosí